# Басов Олександр Володимирович
Басов Олександр Володимирович — російський актор і кінорежисер.
Народився 16 вересня 1965 р. у Москві в родині Валентини Титової та Володимира Басова.

## Фільмографія
- 1989 — «Минуле завжди з нами» — Лев Вайншток
- 1974 — «Нейлон 100%» — Петя
- 1972 — «Повернення до життя» — режисер, роль гітариста